# Горбунов, Иван Валентинович
Ива́н Валенти́нович Горбуно́в (род. 28 июня 1968 года, Москва, РСФСР, СССР) — российский государственный деятель, генерал-лейтенант полиции.  Начальник Главного управления по контролю за оборотом наркотиков МВД России с 31 января 2022 года.

## Биография
Родился 28 июня 1968 года в Москве. В 1989 году поступил на службу в советские органы внутренних дел в качестве милиционера 38-го отделения милиции Москвы. 
С 1998 года — на руководящих должностях в подразделениях Московского уголовного розыска. 
В 2012 году назначен на должность начальника Центра по обеспечению безопасности лиц, подлежащих государственной защите (Главное управление МВД России по городу Москве).
Указом Президента Российской Федерации от 2 июня 2016 года полковник полиции Горбунов был назначен на должность заместителя начальника Главного управления уголовного розыска МВД России.
Президентским указом от 31 января 2022 года генерал-майор полиции Горбунов назначен на должность начальника Главного управления по контролю за оборотом наркотиков МВД России.
Указом Президента Российской Федерации от 17 февраля 2023 года № 99 Горбунову присвоено звание генерал-лейтенанта полиции.

## Награды
Удостоен ряда наград, среди них:
- орден Мужества (1997)[1];
- медаль ордена «За заслуги перед Отечеством» II степени (2016)[1];
- медаль «За отличную службу по охране общественного порядка» (1993)[1].